# 豊村酒造
豊村酒造有限会社（とよむらしゅぞう）は、福岡県福津市津屋崎に本社を置く酒造メーカー。
創業は明治7年（1874年）。代表銘柄は「豊盛」（とよさかり）。明治時代には福岡県で最大となる醸造量となった。2023年7月に「津屋崎豊村喜三郎記念財団」を設立し、文化財の保存に努めている。旧醸造場施設12棟は国の重要文化財に指定されている。

## 旧醸造場施設
敷地面積2800平方メートルを有しており、明治から大正にかけて整備された12の建造物で構成されている。施設の中には明治10年代に建てられたと見られる古酒倉や福岡市周辺に現存する中でも最大級の規模を誇る町家が存在する。
これらの設備は自然災害によって劣化が進んでおり、酒造を外部に委託していたこともあって取り壊しも検討されていた。そんな中で2017年には保存を求めて市民団体が結成され、6000筆もの署名が福津市に提出された。市の調査によって歴史的価値が高いと評価された一連の施設は2023年11月24日に重要文化財への指定が文部科学大臣に答申され、2024年1月19日に指定された。福津市では初となる有形文化財の重要文化財指定である。